# Ревтов, Владимир Иванович
Владимир Иванович Ревтов (1931 — 1983) — Герой Социалистического Труда, бригадир комплексной бригады строительства Братской ГЭС.

## Биография
Родился 1 апреля 1931 года в с. Егоровское Аларского района Иркутской области в крестьянской семье. Трудиться начал в 1947 году после окончания 7 классов Нельхайской средней школы простым рабочим колхоза «Гигант». С 1951 по 1955 год служил на Тихоокеанском флоте.

### На Братской ГЭС
Со 2 февраля 1956 года работал на строительстве Братской ГЭС, сначала на подготовке скального основания котлована первой очереди, затем на сооружении ряжевых перемычек и укладке бетона в тело плотины. Возглавлял комплексную бригаду, которая при его руководстве выросла с 35 до 150 человек, за 6 лет работа ею было уложено 501 688 кубометров бетона. 22 человека из бригады Ревтова были награждены государственными наградами, а бетонщица В. А. Дробышева была удостоена звания Героя Социалистического Труда.

### Комбинат «Братскжелезобетон»
С мая 1968 по 1975 гг. работал механиком завода ЖБИ-1, заместителем начальника техинспекции управления комбината «Братскжелезобетон». Член КПСС с 1968 года.
В 1973 году закончил Братский филиал Иркутского энергостроительного техникума и получил специально «техник-строитель». С 1975 по 1977 год находился в заграничной командировке на строительстве Евфратской ГЭС на территории Сирии.
С 1 февраля 1977 года и до своей гибели работал заместителем начальника отдела комбината, затем начальником цеха реализации завода нерудных строительных материалов комбината «Братскжелезобетон», параллельно был избран секретарем парторганизации.
Трагически погиб в автомобильной катастрофе 3 октября 1983 года в возрасте 52-х лет.

## Награды
За выдающиеся успехи, достигнутые в сооружении Братской гидроэлектростанции, Указом Президиума Верховного Совета СССР от 23.02.1966 г. удостоен звания Героя Социалистического Труда, помимо этого за практическое применение беспесчаного бетона и высокие показатели в строительстве гидроэлектростанции был награждён Большой и Малой серебряными медалями ВДНХ.
По итогам социалистического соревнования награждён медалью в ознаменование 100-летия со дня рождения В. И. Ленина.
Награждён орденом Дружбы народов, значком «Отличник энергетики и электрификации СССР», избирался депутатом Иркутского областного Совета народных депутатов, был делегатом XVI съезда профсоюзов СССР.

## Память
В 2001 году на ул. 25-летия Братскгэсстроя, где проживал В. И. Ревтов, на доме 77 была установлена мемориальная доска в его честь.